# Michael D. C. Drout
Michael D. C. Drout (1968) es un escritor y editor estadounidense, profesor de inglés en el Wheaton College de Norton (Massachusetts). Está especializado en idioma anglosajón, literatura medieval, epistemología evolucionista, ciencia ficción y literatura fantástica —especialmente los trabajos de J. R. R. Tolkien y Ursula K. Le Guin.

## Biografía
Drout tiene un título de doctor en inglés por la Universidad Loyola Chicago (mayo de 1997), una maestría en inglés por la Universidad de Misuri (mayo de 1993), y otro en comunicación por la Universidad Stanford (mayo de 1991), y su título de grado lo obtuvo en la Universidad Carnegie Mellon (mayo de 1990).
Sus principales intereses en materia de investigación son la literatura en anglosajón, particularmente la asociada a la reforma benedictina del siglo X; las tradiciones, su creación y reproducción; las teorías darwinistas de la cultura; la «memética»; J. R. R. Tolkien, sus fuentes medievales, sus estudios y sus influencias literarias; y la medicina anglosajona.
Su obra de mayor repercusión ha sido la dedicada al estudio del trabajo académico de Tolkien sobre el poema Beowulf y los precedentes y la evolución textual del ensayo Beowulf: los monstruos y los críticos, publicada en 2002 como Beowulf and the Critics by J. R. R. Tolkien, y que ganó el Mythopoeic Scholarship Award en su categoría de estudios sobre los Inklings del año 2003.
Es el editor de la obra de referencia titulada J. R. R. Tolkien Encyclopedia: Scholarship and Critical Assessment (2006), una guía en un volumen para los trabajos de Tolkien y sus respectivos contextos. Con Douglas A. Anderson y Verlyn Flieger es coeditor de la revista Tolkien Studies: An Annual Scholarly Review.

## Publicaciones
Entre los libros y revistas escritos o editados por Michael Drout se incluyen:
- Revista Tolkien Studies: An Annual Scholarly Review, West Virginia University Press (E-ISSN 1547-3155):[4][5]
  -  7. únicamente en formato electrónico. 2010. Falta el |título= (ayuda)
  -  6. únicamente en formato electrónico. 2009. Falta el |título= (ayuda)
  -  5. 2008. ISBN 978-1-9332-0238-9. Falta el |título= (ayuda)
  -  4. 2007. ISBN 1-9332-0226-2. Falta el |título= (ayuda)
  -  3. 2006. ISBN 1-9332-0210-6. Falta el |título= (ayuda)
  -  2. 2005. ISBN 1-9332-0203-3. Falta el |título= (ayuda)
  -  1. 2004. ISBN 0-9370-5887-4. Falta el |título= (ayuda)
- Michael D. C. Drout, ed. (10 de octubre de 2006). J. R. R. Tolkien Encyclopedia: Scholarship and Critical Assessment. Nueva York: Routledge. p. 808. ISBN 978-0-415-96942-0.[6]
- Drout, Michael D. C. (2006). How Tradition Works: A Meme-Based Cultural Poetics of the Anglo-Saxon Tenth Century. Tempe (Arizona): Arizona Center for Medieval and Renaissance Studies (Universidad Estatal de Arizona). ISBN 0-8669-8350-3.
- Tolkien, J. R. R. (2002).  Michael D. C. Drout, ed. Beowulf and the Critics by J. R. R. Tolkien. Tempe (Arizona): Arizona Center for Medieval and Renaissance Studies (Universidad Estatal de Arizona). ISBN 0-8669-8290-6. OCLC 50002235.

### Grabaciones de audio
Michael Drout ha publicado también nueve conferencias grabadas para la colección de audiolibros The Modern Scholar.